# Phaeoura phigaliaria
Phaeoura phigaliaria là một loài bướm đêm trong họ Geometridae.